# Le Tigre
Le Tigre − założona w roku 1998 amerykańska grupa riot grrrl/new wave.
Zespół jest znany z feministycznych tekstów traktujących o pozycji kobiet w społeczeństwie, jest również zaangażowany w walkę z rasizmem oraz o prawa osób LGBT.

## Dyskografia

### Albumy studyjne
- Le Tigre (1999, Mr. Lady)
- Feminist Sweepstakes (2001, Mr. Lady)
- This Island (2004, Universal)

### Minialbumy
- From The Desk Of Mr. Lady (2001, Mr. Lady)
- Remix (2002, Mr. Lady)
- Morning Becomes Eclectic (KCRW Live) (2005, Universal)
- This Island Remixes Volume 1, This Island Remixes Volume 2 (2005, Chicks on Speed)
- This Island Remixes (2005, Chicks on Speed)
- Le Tigre Live! (2012, Le Tigre)[2]